# У Лі
У Лі (吳歷, 1632 — †1718) — китайський художник часів династії Цін, католицький священик, поет.

## Життєпис
Народився у 1632 році у м.Чанчжоу у провінції Цзянсу. Про його родину мало відомо. Був учнем Ван Ши-міна. Згодом увійшов до відродженої маньчжурами Академії живопису. У 1675 різко змінив життя, прийнявши християнство під ім'ям Симона Ксаверія. після цього залишив імператорський двір. У 1682 році поступив до єзуїтського новіціату в Макао. У 1688 році стає першим єпископом-китайцем. Після цього усе життя приділяв церковній службі. Помер у 1718 році.

## Творчість
Спочатку в багато чому наслідував традиціям свого вчителя Ван Ши-міна, традиціям епох Сун та Юань. Згодом, освоївши техніку європейського живопису і ставши одним з перших китайських художників, які намагалися поєднати національну і західну традиції. У європейському живописі У Лі особливо приваблювали способи передачі перспективи, які він поєднував з «рухомою точкою зору». Яскравим свідченням цих творчих пошуків є сувій «Ху тянь чунь се ту» («Озеро, небо і весняні фарби», 123,8 х 62,6 см, папір, фарби. Шанхайський художній музей).

## Поезія
Теми віршів — релігійне життя і захоплення науковими досягненнями ранніх єзуїтів. Збірки його віршів були видані лише після смерті (збірка Moching shih-ch'ao, 1719 рік).